# Fernand Vandernotte
Fernand Vandernotte (francès: Fernand Auguste Henri Marius Vandernotte)  (Tillières, 12 de juliol de 1902 - Saint-Nazaire, 20 de gener de 1990) fou un remer francès que va competir durant la dècada de 1930.
El 1932 va prendre part en els Jocs Olímpics de Los Angeles, on quedà eliminat en sèries en la prova del dos sense timoner del programa de rem. Quatre anys més tard, als Jocs de Berlín, va guanyar la medalla de bronze de la prova del quatre amb timoner del programa de rem. Formà equip amb el seu germà Marcel Vandernotte, Jean Cosmat, Marcel Chauvigné i el seu fill, Noël Vandernotte.
En el seu palmarès també destaquen tres medalles al Campionat d'Europa de rem, una de plata, el 1934, i dues de bronze, el 1930 i 1933.